# Peña Ezkaurre
La Peña Ezkaurre ou Peña Ezcaurre en espagnol, ou Ezkaurre en basque, ou encore Penya Ezcaurri en aragonais (de l'espagnol Peña : « rocher », suivi du basque Ezkaurre : « devant la rivière »), est un sommet pyrénéen culminant à 2 045 m d'altitude, entre les vallées de Zuriza et de Roncal, dans les provinces de Navarre et de Huesca, dans les communautés autonomes de Navarre et d'Aragon.
Avec une altitude de 2 045 mètres, c'est le deuxième sommet le plus haut du Pays basque, après la Table des Trois Rois. Un point géodésique se trouve sur le sommet.

## Toponymie
Ezkaurre est un toponyme qui en langue basque signifie littéralement « devant ou face à la (rivière) Ezka » : Ezka-(a)urre. Il existe également une dénomination en aragonais, Penya Escaurri.

## Géographie

### Topographie
Son versant oriental a des parois verticales d'environ 200 mètres de haut dans la partie supérieure puis une chute brutale de 1 000 m de dénivelé jusqu'à la rivière Veral, pour une distance horizontale d'un peu plus de 1 200 m. Les autres pentes ont une orographie plus douce, bien que complexe, avec divers sommets et vallées secondaires. Jusqu'à la commune d'Isaba, à l'ouest, il y a environ 1 200 m de dénivelé, pour une distance horizontale d'environ 7 km.

### Géologie
Ce pli est constitué de calcaire du Paléocène sur les flancs et de marne du Crétacé supérieur dans le noyau.

## Ascension
La Peña Ezkaurre est située sur le parcours du sentier de grande randonnée 11 espagnol (GR 11).
L'itinéraire normal de montée commence, à environ 1 300 mètres d'altitude, à proximité du col d'Arguibiela, vers le nord-est, à la frontière entre l'Aragon et la Navarre, et du refuge de Zuriza ; cet itinéraire dure 2 h.
Depuis Isaba, il faut 3 h 30 pour atteindre le sommet.